# Боуэн, Джон Стивенс
Джон Стивенс Боуэн (англ. John Stevens Bowen; 30 октября 1830 — 13 июля 1863) — американский офицер, генерал армии Конфедерации на Западе во время гражданской войны. Сражался при Шайло, Коринфе и участвовал в Виксбергской кампании. Считался одним из самых способных генералов Западного театра войны.

## Ранние годы
Боуэн родился в Боуэнс-Крик, в штате Джорджия. В 40-х годах он поступил в Университет Джорджии в городе Атенс, и был там членом литературного общества «Фи Каппа». Однако, он покинул университет до окончания обучения. В 1848 году он поступил в академию Вест-Пойнт. Его обучение было приостановлено на год в марте 1851, поэтому он окончил академию в 1853 году, 13-м из 52-х кадетов. Среди его однокурсников были Джон Белл Худ (44-й) и Джон Чемблисс.
Он был временно определен вторым лейтенантом в кавалерийский полк (Regiment of Mounted Rifles). Боуэна направили в кавалерийскую школу в Карлайле (Пенсильвания), а в 1855 году перевели в Джефферсоновские Казармы в Сент-Луиси, Миссури. В Сент-Луисе он встретил Мэри Кеннерли и женился на ней. Вскоре он стал адъютантом во 2-м кавалерийском полку, а в начале 1855 года направлен в Форт-Макинтош в Техасе. Там он решил уволиться из армии и вернулся в Джорджию, где стал работать архитектором. вскоре он стал подполковником ополчения Миссури (Missouri Volunteer Miltia). В 1861 году он командовал батальоном, который защищал западную границу Миссури от рейдов канзасцев, известных как «Jayhawkers».

## Гражданская война
В начале мая 1861 года Боуэн был направлен в Сент-Луис, где принял командование 2-м полком миссурийского ополчения, состоящего в основном из членов сецессионистской организации «Minutemen». Он стал командиром полка и начальником штаба бригадного генерала Даниеля Фроста, и попал в плен у Кэмп-Джексон, когда сецессионисты были разбиты армией федерального генерала Натаниэля Лайона. 11 июня 1861 года, ещё до освобождения по обмену он получил звание полковника армии Конфедерации. Вернувшись в Мемфис он занялся набором и формированием 1-го миссурийского пехотного полка. Осенью он стал командиром бригады и служил в Кентукки под началом генерала Леонидаса Полка.
14 марта 1862 года Боуэн был повышен до бригадного генерала и направлен в Резервный Корпус генерала Брекинриджа в составе Миссисипской армии. Он хорошо проявил себя в сражении при Шайло, где был тяжело ранен осколком снаряда. После выздоровления он стал командовать бригадой в дивизии Мэнсфилда Ловелла в составе Западнотеннессийской армии, и участвовал во втором сражении при Коринфе. В первый день сражения его бригада удачно атаковала позиции федеральной армии, но Ловелл отказался повторить атаки. На второй день его атака была менее успешной, и Ловелл приказал не повторять атак. Во время отступления от Коринфа его бригада шла в арьергарде и целый день удерживала федеральную армию на рубеже реки Таскумбия. Когда армия отступила в Риплей, Боуэн обвинил командира армии, Эрла ван Дорна в плохой организации марша, отсутствии рекогносцировки перед боем и пренебрежении нуждами раненых. Однако, трибунал снял с Ван Дорна все обвинения.
В декабре Ван Дорн был отстранен от командования и Джона Пембертона назначили командующим в Виксберге. Боуэну поручили оборонять Гранд-Галф силами пехотной бригады. Убедившись, что Грант скоро десантируется у Гранд-Галф, он запросил у Пембертона подкреплений, но получил отказ. Когда появилась федеральная армия, Боуэн сумел задержать её в сражении при Порт-Гибсон на целый день, при этом лично возглавил две контратаки. За это сражение он получил звание генерал-майора 25 мая 1863 года, хотя Конгресс так никогда и не утвердил этого звания. ембертон и Джонстон не смогли помочь Боуэну, поэтому вскоре Грант возобновил свой марш в Миссисипи. Отряд Боуэна соединился с армией Пембертона и ему поручили командовать дивизией, которая состояла из бригад Фрэнсиса Кокрелла и мартина Грина.
В этой роли он принял участие в сражении при Чэмпион-Хилл. Ему удалось контратакой буквально разрезать надвое армию гранта, однако его атака поддержана не была и ему пришлось отступить. Пембертон отступил в Виксберг и поручил Боуэну прикрывать отступление. Боуэн занял позицию на реке Блэк-Ривер, но понес тяжелое поражение в сражении при Блэк-Ривер-Бридж. Он отвел остатки своих сил в Виксберг и принял участие в обороне Виксберга, однако вскоре заболел дизентерией. Он участвовал в переговорах с Грантом (с которым дружил в довоенный период) которые привели к капитуляции 4 июля. В плену у него обострилась дизентерия и он умер в Эдвардсе через 9 дней после капитуляции (13 июля).